# Miriam d’Agostini
Miriam d’Agostini (ur. 15 sierpnia 1978 w Passo Fundo) – brazylijska tenisistka, olimpijka z Atlanty (1996), reprezentantka w Fed Cup.

## Kariera tenisowa
Zawodową tenisistką była w latach 1991–2001.
Miriam d’Agostini całą karierę występowała przede wszystkim w turniejach organizowanych przez ITF. Profesjonalne starty zaczęła w wieku 13 lat. Spośród występów juniorskich należy zaznaczyć dwa półfinały w grze podwójnej podczas French Open 1995 i French Open 1996.

### Gra pojedyncza
Pierwszy turniej ITF w wygrała we wrześniu 1994 roku w ekwadorskiej Guayaquili. W 1995 roku wygrała jeden turniej, ale w 1997 wystąpiła już w siedmiu finałach, wygrywając cztery z nich – w Guayaquil, Limie, Santiago i Suzano.
Sezon 1999 rozpoczęła na 352. miejscu rankingu WTA. Jednak finał w Santiago, wygrana w Coatzacoalcos i kilka półfinałów, zaowocowała znacznym skokiem rankingowym. Po porażce z Lourdes Domínguez Lino w półfinale we włoskim Orbetello została sklasyfikowana na najwyższym w karierze 188. miejscu rankingu singlowego WTA.
Tylko raz wystąpiła w turnieju wielkoszlemowym, podczas US Open 2000 przegrała w 1 rundzie eliminacji z Michaelą Paštikovą 3:6, 2:6. Nigdy nie pokonała zawodniczki z TOP 100 rankingu WTA, choć odniosła kilka zwycięstw nad tenisistkami, które później lub wcześniej zapisały się na kartach tenisowej historii. Pokonała m.in. Lourdes Domínguez Lino w lutym 1999 roku 6:3, 6:4 (wówczas 248. miejsce rankingu WTA) i Li Na w czerwcu 2000 roku 6:4, 6:1 (141. WTA).

### Gra podwójna
Pierwszy turniej deblowy ITF wygrała już w 1993 roku – w parze z Magali Benitez wygrała w Limie. W 1995 roku wystąpiła w trzech finałach, wygrywając wszystkie – w Santiago, São Paulo i Buenos Aires.
W 1996 roku wystąpiła w dziewięciu finałach, odnosząc trzy zwycięstwa – w Soczi, Spoleto i Río Grande Su. W tym samym roku była jedną z dwóch reprezentantek Brazylii na igrzyskach olimpijskich w Atlancie. Wystąpiła wspólnie z Vanessą Mengą w turnieju gry podwójnej, odpadając w 1 rundzie po porażce z Białorusinkami Wolhą Barabanszczykawą i Natallą Zwierawą 2:6, 3:6. W klasyfikacji gry podwójnej była na 159 miejscu w lipcu 2000 roku.
W 2000 roku wystąpiła aż w ośmiu finałach turniejów gry podwójnej. Karierę zakończyła w następnym sezonie występem w trzydziestym szóstym finale ITF – w parze z Vanessą Mengą przegrała w decydującym meczu w São Paulo.

### Finały w turniejach rangi ITF
| turnieje z pulą nagród 100 000 $ |
| turnieje z pulą nagród 75 000 $  |
| turnieje z pulą nagród 50 000 $  |
| turnieje z pulą nagród 25 000 $  |
| turnieje z pulą nagród 15 000 $  |
| turnieje z pulą nagród 10 000 $  |

#### Gra pojedyncza (8–8)
| Rezultat     | Data       | Turniej             | ($)    | Naw.    | Przeciwniczka      | Wynik               |
| Zwyciężczyni | 25/09/1994 | Guayaquil           | 10 000 | Ceglana | Ma. Fernanda Landa | 6:2, 5:,7 1:0 krecz |
| Finalistka   | 19/02/1995 | Bogota              | 25 000 | Ceglana | Luciana Tella      | 3:6, 6:7(5)         |
| Zwyciężczyni | 05/11/1995 | Santiago            | 10 000 | Ceglana | Celeste Contin     | 6:2, 6 :1           |
| Finalistka   | 19/11/1995 | Buenos Aires        | 10 000 | Ceglana | Paola Suárez       | 2:6, 1:6            |
| Finalistka   | 23/03/1997 | Ciudad Mante        | 5000   | Twarda  | Stephanie Chi      | 2:6, 3:6            |
| Finalistka   | 01/06/1997 | San Salvador        | 10 000 | Ceglana | Cintia Tortorella  | 7:6(2), 4:6, 3:6    |
| Finalistka   | 17/08/1997 | Isla de Marga       | 10 000 | Twarda  | Adria Engel        | 6:7(4), 4:6         |
| Zwyciężczyni | 31/08/1997 | Guayaquil           | 10 000 | Ceglana | Paula Cabezas      | 6:7, 7:5, 7:6(4)    |
| Zwyciężczyni | 07/09/1997 | Lima                | 10 000 | Ceglana | Romina Ottoboni    | 6:3, 6:0            |
| Zwyciężczyni | 21/09/1997 | Santiago            | 10 000 | Ceglana | Laura Montalvo     | 4:6, 6:2, 6:1       |
| Zwyciężczyni | 09/11/1997 | Suzano              | 10 000 | Ceglana | Aurandrea Narvaez  | 4:6, 6:3, 6:3       |
| Finalistka   | 21/11/1999 | São José dos Campos | 10 000 | Ceglana | Kira Nagy          | 7:5, 3:6, 2:6       |
| Zwyciężczyni | 28/11/1999 | Rio de Janeiro      | 10 000 | Ceglana | Alice Canepa       | 3:6, 6:2, 6:3       |
| Finalistka   | 05/12/1999 | Cali                | 25 000 | Ceglana | Fabiola Zuluaga    | 0:6, 1:6            |
| Finalistka   | 02/04/2000 | Santiago            | 10 000 | Ceglana | Melisa Arevalo     | 3:6, 3:6            |
| Zwyciężczyni | 07/03/2000 | Coatzacoalcos       | 25 000 | Twarda  | Joana Cortez       | 6:4, 2:6, 6:1       |

#### Gra podwójna (15–21)
| Rezultat     | Data       | Turniej         | ($)    | Naw.    | Partnerka         | Przeciwniczki                                | Wynik            |
| Zwyciężczyni | 03/10/1993 | Lima            | 10 000 | Ceglana | Magali Benitez    | Carmina Giraldo Ximena Rodriguez             | 6:4, 6:2         |
| Finalistka   | 30/10/1994 | São Paulo       | 10 000 | Ceglana | Vanessa Menga     | Luciana Tella Andrea Vieira                  | 6:4, 3:6, 1:6    |
| Zwyciężczyni | 05/11/1995 | Santiago        | 10 000 | Ceglana | Katalin Marosi    | Barbara Castro Ma. Alejandra Quezada         | 6:3, 6:0         |
| Zwyciężczyni | 12/11/1995 | São Paulo       | 25 000 | Ceglana | Katalin Marosi    | Laura Montalvo Cintia Tortorella             | 6:1, 1:6, 7:5    |
| Zwyciężczyni | 19/11/1995 | Buenos Aires    | 10 000 | Ceglana | Katalin Marosi    | Ma. Florencia Cianfagna Paola Suárez         | 7:6(4), 0:6, 3:6 |
| Finalistka   | 18/02/1996 | Cali            | 25 000 | Ceglana | Larissa Schaerer  | Eva Bes Paula Hermida                        | 3:6, 6:2, 3:6    |
| Finalistka   | 05/05/1996 | Florianópolis   | 25 000 | Ceglana | Andrea Vieira     | Ma. Florencia Cianfagna Emmanuelle Gagliardi | 6:4, 4:6, 4:6    |
| Finalistka   | 26/05/1996 | Nowy Sad        | 25 000 | Ceglana | Larissa Schaerer  | Seda Noorlander Helena Vildová               | 6:4, 1:6, 1:6    |
| Zwyciężczyni | 01/09/1996 | Soczi           | 25 000 | Ceglana | Joëlle Schad      | Olga Ivanova Anna Linkova                    | 6:4, 6:3         |
| Zwyciężczyni | 08/09/1996 | Spoleto         | 25 000 | Ceglana | Sofia Prazeres    | Alicia Ortuno Joëlle Schad                   | 6:4, 6:4         |
| Zwyciężczyni | 27/10/1996 | Río Grande Su   | 10 000 | Ceglana | Andrea Vieira     | Roberta Burzagli Luciana Della Casa          | 6:7(5), 6:3, 6:0 |
| Finalistka   | 10/11/1996 | São Paulo       | 25 000 | Ceglana | Andrea Vieira     | Mariana Díaz-Oliva Larissa Schaerer          | 6:3, 4:6, 2:6    |
| Finalistka   | 24/11/1996 | São Paulo       | 10 000 | Ceglana | Vanessa Menga     | Cara Black Irina Sielutina                   | 6:3, 3:6, 2:6    |
| Finalistka   | 01/12/1996 | São Paulo       | 10 000 | Ceglana | Andrea Vieira     | Laura Montalvo Luciana Tella                 | 3:6, 4:6         |
| Finalistka   | 20/04/1997 | Elvas           | 10 000 | Twarda  | Alicia Ortuno     | Aneta Soukup Tina Samara                     | 4:6, 5:7         |
| Finalistka   | 11/05/1997 | Tortosa         | 10 000 | Ceglana | Veronica Stele    | Marta Cano Nuria Montero                     | 3:6, 6:1, 4:6    |
| Zwyciężczyni | 01/06/1997 | San Salvador    | 10 000 | Ceglana | Cintia Tortorella | Jacquelyn Rosen Ma Eugenia Rojas             | 6:4, 6:0         |
| Zwyciężczyni | 31/08/1997 | Guayaquil       | 10 000 | Ceglana | Paula Cabezas     | Mariana Lopez Palacios Romina Ottoboni       | 6:1, 6:4         |
| Finalistka   | 28/09/1997 | Tucumán         | 25 000 | Ceglana | Vanessa Menga     | Cara Black Irina Sielutina                   | 3:6, 1:6         |
| Finalistka   | 26/10/1997 | Novo Hamburgo   | 10 000 | Ceglana | Vanessa Menga     | Joana Cortez Ana Paula Zannoni               | 3:6, 7:6(4), 1:6 |
| Finalistka   | 02/11/1997 | Mogi das Cruzes | 25 000 | Ceglana | Vanessa Menga     | Laura Montalvo Mercedes Paz                  | 2:6, 0:6         |
| Zwyciężczyni | 23/11/1997 | São Paulo       | 10 000 | Twarda  | Vanessa Menga     | Celeste Contin Cintia Tortorella             | 6:1, 6:3         |
| Zwyciężczyni | 14/12/1997 | Bogota          | 25 000 | Ceglana | Vanessa Menga     | Eugenia Maia Larissa Schaerer                | 6:2, 6:2         |
| Finalistka   | 11/10/1998 | Santiago        | 25 000 | Ceglana | Katalin Marosi    | Laura Montalvo Paola Suárez                  | 1:6, 2:6         |
| Finalistka   | 06/12/1998 | Guadalajara     | 25 000 | Ceglana | Katalin Marosi    | Lindsay Lee-Waters Meghann Shaughnessy       | 1:6, 3:6         |
| Finalistka   | 28/11/1999 | Rio de Janeiro  | 10 000 | Ceglana | Carla Tiene       | Celeste Contin Joana Cortez                  | 1:6, 6:3, 3:6    |
| Finalistka   | 05/12/1999 | Cali            | 25 000 | Ceglana | Larissa Schaerer  | Mariana Mesa Pineda Fabiola Zuluaga          | 6:2, 5:7, 1:6    |
| Zwyciężczyni | 02/04/2000 | Santiago        | 10 000 | Ceglana | Jorgelina Torti   | Melisa Arevalo Paula Racedo                  | 6:3, 7:6(3)      |
| Zwyciężczyni | 16/04/2000 | Belo Horizonte  | 10 000 | Twarda  | Joana Cortez      | Tassia Sono Carla Tiene                      | 6:4, 6:1         |
| Finalistka   | 07/05/2000 | Coatzacoalcos   | 25 000 | Twarda  | Joana Cortez      | Milagros Sequera Gabriela Voleková           | 6:4, 3:6, 5:7    |
| Finalistka   | 14/05/2000 | Midlothian      | 25 000 | Ceglana | Joana Cortez      | Dawn Buth Julie Thu                          | 3:6, 2:6         |
| Zwyciężczyni | 21/05/2000 | Jackson         | 25 000 | Ceglana | Joana Cortez      | Karin Miller Jessica Steck                   | 6:4, 5:7, 6:1    |
| Finalistka   | 11/06/2000 | Galatina        | 25 000 | Ceglana | Joana Cortez      | Alice Canepa Mariana Díaz-Oliva              | 4:6, 6:4, 4:6    |
| Finalistka   | 02/07/2000 | Orbetello       | 25 000 | Ceglana | Joana Cortez      | Li Ting Li Na                                | 3:6, 6:7(3)      |
| Zwyciężczyni | 13/08/2000 | Hechingen       | 25 000 | Ceglana | Angelika Rösch    | Natalie Grandin Nicole Rencken               | 7:6(3), 6:2      |
| Finalistka   | 07/01/2001 | São Paulo       | 25 000 | Twarda  | Vanessa Menga     | Clarisa Fernández Romina Ottoboni            | 1:6, 6:7(6)      |

### Występy w igrzyskach olimpijskich

#### Gra podwójna
| Runda                                                                       | Partnerka     | Przeciwniczki                                       | Wynik    |
| --------------------------------------------------------------------------- | ------------- | --------------------------------------------------- | -------- |
|                                                                             |               |                                                     |          |
| Letnie Igrzyska Olimpijskie w Atlancie 1996, reprezentując państwo Brazylia |               |                                                     |          |
| I runda                                                                     | Vanessa Menga | Białoruś: Wolha Barabanszczykawa / Natalla Zwierawa | 2:6, 3:6 |

### Występy w juniorskich turniejach wielkoszlemowych

#### Gra podwójna
| Końcowy wynik    | Rok  | Turniej     | Nawierzchnia | Partnerka      | Przeciwniczki                      | Wynik    |
| Ćwierćfinalistka | 1994 | French Open | Ceglana      | Francesca La'O | Corina Morariu / Ludmila Varmužová | 3:6, 4:6 |
| Półfinalistka    | 1995 | French Open | Ceglana      | Cara Black     | Alice Canepa / Giulia Casoni       | 6:7, 6:7 |
| Ćwierćfinalistka | 1995 | US Open     | Twarda       | Katalin Marosi | Corina Morariu / Ludmila Varmužová | 3:6, 3:6 |
| Półfinalistka    | 1996 | French Open | Ceglana      | Katalin Marosi | Alice Canepa / Giulia Casoni       | 3:6, 3:6 |